# Bruine frambozenkever
De bruine frambozenkever (Byturus ochraceus) is een keversoort uit de familie van de frambozenkevers (Byturidae). De wetenschappelijke naam van de soort is gepubliceerd in 1790 door Scriba.